# Nigger Blues
Nigger Blues, composto dall'attore blackface Le Roy "Lasses" White (1888–1949), è uno dei primi brani musicali blues pubblicati. Registrata da White sotto copyright nel 1912, fu dapprima intitolata Negro Blues, ma per ragioni sconosciute quando White la pubblicò nel 1913, il titolo venne cambiato.
In aggiunta alla sua importanza storica, Nigger Blues è stato il primo brano musicale i cui testi erano strutturati in quella che sarebbe diventata la forma blues standard usata dagli artisti di vaudeville degli anni '20 e che si trova nelle canzoni folk blues raccolte e registrate negli anni '30:
Oh! the blues aint nothing, But a good man feeling bad
Oh! the blues aint nothing, But a good man feeling bad
Oh! that's a feeling That I've often had»
Oh! yonder comes the train coming down the track
Oh! yonder comes the train coming down the track
To take me away, But it aint going to bring me back»

## Prime incisioni
| Data         | Artista              | Etichetta                |
| ------------ | -------------------- | ------------------------ |
| luglio 1916  | George O'Connor      | Columbia A-2064          |
| agosto 1916  | Prince's Band        | Columbia A-2064          |
| ottobre 1916 | Victor Military Band | Victor 18174             |
| 1919         | Al Bernard           | Edison Blue Amberol 3766 |